# 贝尔维斯
贝尔维斯（法語：Belvis，法語發音：[bɛlvis] ⓘ）是法国奥德省的一个市镇，属于利穆区。

## 地理
贝尔维斯（42°51'2"N, 2°4'32"E）面积23.61 平方千米，位于法国奧克西塔尼大區奥德省，该省份为法国南部沿海省份，北起塔恩省，西北接上加龙省，西接阿列日省，南至东比利牛斯省，东临地中海，东北与埃罗省接壤。
与贝尔维斯接壤的市镇（或旧市镇、城区）包括：雷邦蒂河畔贝尔福尔、库东、埃斯珀泽勒、茹库、马尔萨、内比亚斯、皮韦尔、基尔巴茹。

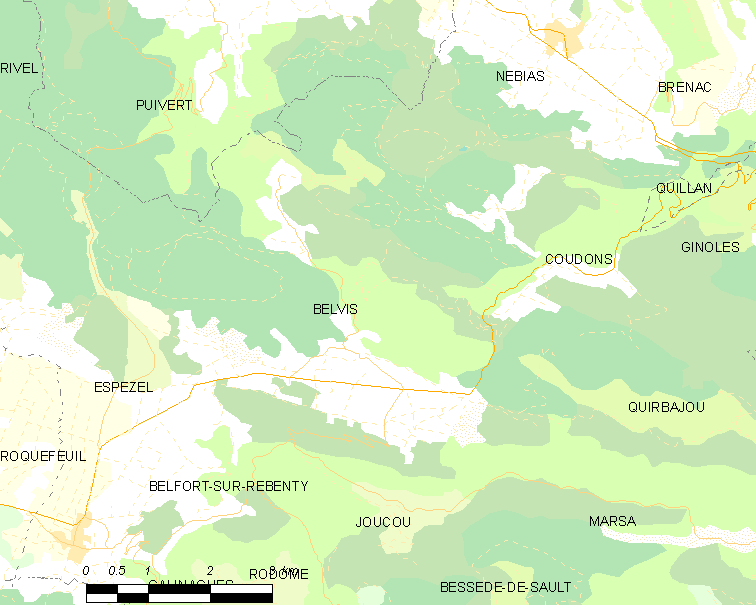
贝尔维斯的OSM定位图

贝尔维斯的时区为UTC+01:00、UTC+02:00（夏令时）。

## 行政
贝尔维斯的邮政编码为11340，INSEE市镇编码为11036。

## 政治
贝尔维斯所属的省级选区为上奥德河谷县。

## 人口

1962-2008年间贝尔维斯人口变化图示

贝尔维斯于2022年1月1日时的人口数量为162人。